# Marc Narciso
Marc Narciso Dublan, nacido en Barcelona el 20 de enero de 1974, es un Gran Maestro Internacional de ajedrez español. Narciso fue el número 8 de España en la lista de abril de 2016 de la FIDE, con un ELO de 2550.
Marc Narciso tiene un estilo de juego extravagante y en su repertorio cuenta con numerosas aperturas extravagantes como la Apertura Dunst, aunque también juega aperturas convencionales como la Defensa siciliana, la Apertura inglesa o la Defensa Pirc.

## Primeros años
En sus años de infantil y juvenil Marc Narciso obtuvo varios éxitos en Cataluña y a nivel Nacional:
- 1986: Campeón infantil de Cataluña.
- 1987: Subcampeón de España infantil. Campeón infantil de Cataluña.
- 1988: Subcampeón de España infantil.
- 1989: Subcampeonato de Cataluña sub-16.
- 1991: Campeón de Cataluña juvenil.[1]
- 1992: Subcampeón de Cataluña juvenil. Campeón de Cataluña absoluto.[2]
- 1994: Vencedor del Campeonato Interterritorial de Cataluña.
- 1995: Campeón de Cataluña absoluto.
- 2011: Campeón de Cataluña absoluto.

## Campeonatos de España
Marc Narciso ha participado en varios Campeonatos de España de ajedrez:
- 2003: terminó 5º del Grupo I.
- 2005: terminó 6º del Campeonato de España Absoluto.
- 2006: terminó 6º del Campeonato de España Absoluto. Fue campeón con Cataluña del Campeonato de España de selecciones Autonómicas.
- 2007: fue eliminado en octavos de final del Campeonato de España Absoluto. Fue campeón con Cataluña del Campeonato de España se selecciones Autonómicas, ganando también la medalla de oro por tableros (2º tablero) gracias a haber realizado el 83.3% de los puntos.

Marc Narciso también ha participado en numerosos Campeonatos de España por equipos con el club Foment Martinenc:
- 2004: División de Honor, 2º tablero, 10º, 4/5 2.5/9 (+1 =3 -5).
- 2005: Primera División, 2º tablero, 3º Grupo Norte, 4/5 (+3 =2 -0).
- 2006: Primera División, 2º tablero, 1º Grupo Norte.
- 2007: División de Honor, 2º tablero, 5º Grupo II, 1.5/5 (+1 =1 -3).

## Campeonatos oficiales internacionales

### Individuales
En el Campeonato de Europa Individual de ajedrez de 2007, en Dresde, Alemania, quedó clasificado en el puesto 145 de 403 participantes, con 6 puntos en 11 partidas.

### Por equipos
Marc Narciso ha participado en una Olimpíadas de ajedrez, como segundo tablero reserva en Turín en 2006, terminando décimo por equipos y realizando una actuación individual de 3/5 (+3 =0 -2).
También ha participado en dos ocasiones en el Campeonato de Europa de ajedrez por equipos:
- León en 2001: Primer tablero, 7º puesto por equipos, 1/5, (+0 =2 -3).
- Heraclión en 2007: Primer tablero, 11º puesto por equipos, 1/5, (+0 =2 -3).

## Torneos internacionales
En 2000 venció el Open Internacional Ciutat de Balaguer.
En 2002 venció el Open Internacional Activo de Vallfogona de Balaguer.
En 2005 terminó 2º del Torneo Internacional Ciudad de Écija, 1º del Open Internacional Activo de Santa Coloma de Queralt, 2º del Open Internacional de Barberá.
En 2006 terminó 1º en el Open Internacional de Barberá, 1º Open Internacional de Sants y venvió el Circuito Catalán de Campeonatos Abiertos.
En 2007 quedó 1º del Open Internacional Activo de Santa Coloma de Queralt y campeón de Cataluña de Ajedrez Rápido. En 2105 terminó 1° en el Festival Internacional de Ajedrez Sunway Sitges.